# Settle (Regno Unito)
Settle è un paese di 2 564 abitanti della contea del North Yorkshire, in Inghilterra.